# PCNA
Con l'acronimo PCNA viene identificata l'antigene nucleare di proliferazione cellulare  (in inglese Proliferating Cell Nuclear Antigen, da cui l'acronimo); PCNA è una proteina ad azione di fattore di processività per la DNA-polimerasi-δ, individuata nelle cellule eucariotiche. La struttura di tale proteina è in grado di assumere una peculiare conformazione la quale le consente di contattare il DNA (DNA clamp) e di promuovere l'azione della polimerasi durante la replicazione del DNA.

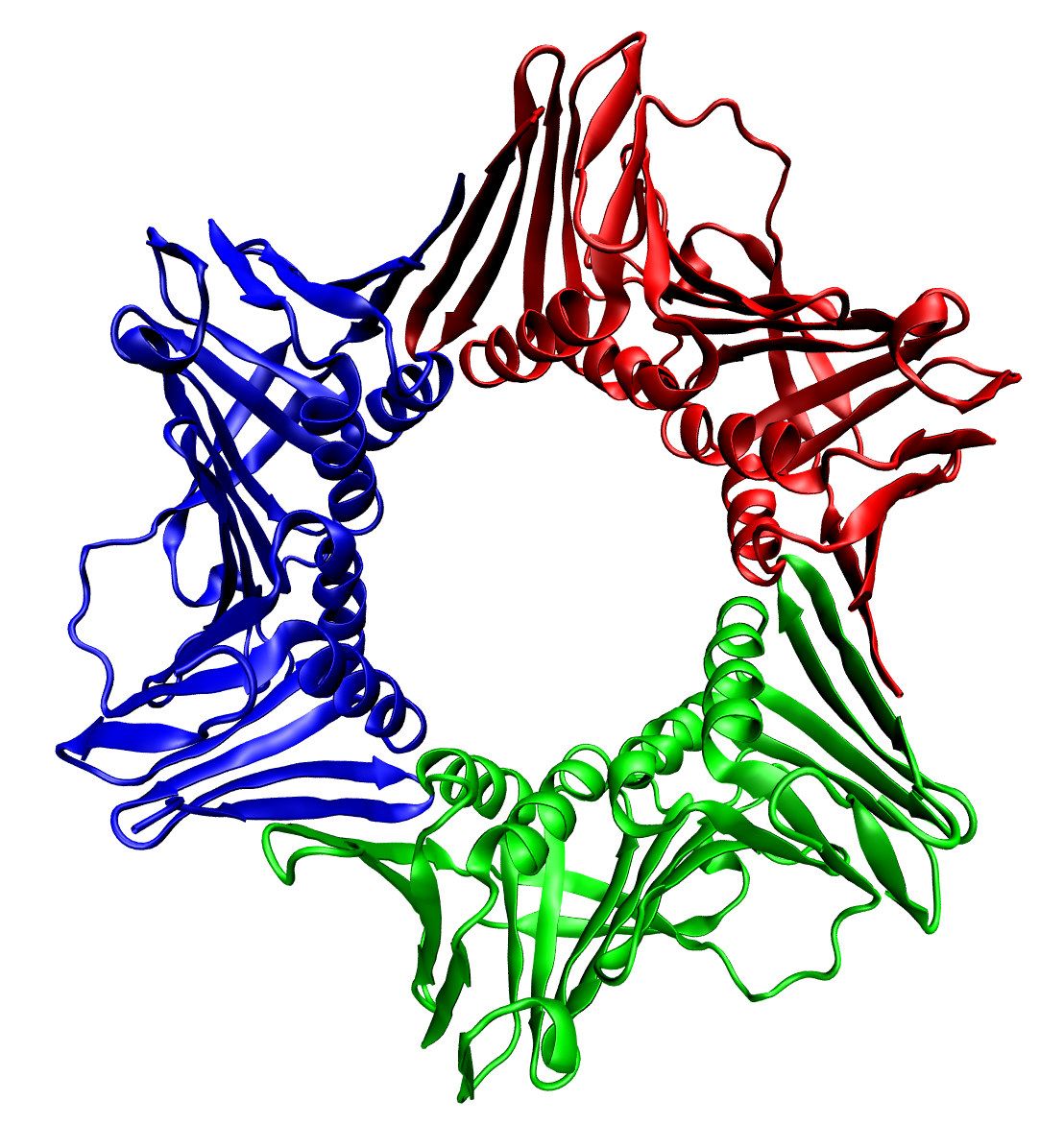
Struttura proteica della PCNA umana, tale struttura delimita un manicotto proteico in grado di scorrere sul DNA, PCNA si inserisce anche nel complesso di replicazione del DNA e serve come un fattore di processività della DNA polimerasi. Tale struttura si compone a seguito dell'assemblamento di un trimero proteico.

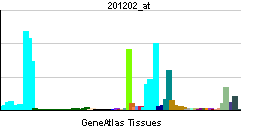
Pattern di espressione del gene PCNA

La proteina PCNA codificata dal gene PCNA si localizza nel nucleo delle cellule eucariotiche, fa parte dei cofattori della DNA polimerasi delta, la loro reciproca associazione aumenta la processività nella sintesi del filamento guida durante la replicazione del DNA. In risposta ad un danno al DNA questa proteina viene ubiquitinata e quindi coinvolta nella via di riparazione del DNA RAD6-dipendente. Il gene PCNA codifica per due varianti di trascrizione della proteina. Pseudogeni di PCNA sono stati individuati sul cromosoma 4 e sul cromosoma X.

## Espressione di PCNA all'interno del nucleo durante la sintesi del DNA
PCNA è stata originariamente identificata come un antigene espresso nei nuclei delle cellule durante la fase di sintesi del DNA. Parte della proteina è stata sequenziata e la sequenza è stata utilizzata per consentire l'isolamento di un clone a cDNA. PCNA aiuta a mantenere la DNA polimerasi delta (Pol δ) ancorata al DNA. PCNA viene bloccato al DNA attraverso l'azione del fattore di replicazione C (RFC), il quale fa parte degli eteropentameri della classe AAA+ ATPasi dipendenti. L'espressione del gene PCNA è sotto il controllo del fattore di trascrizione E2F.

## Ruolo di PCNA nella riparazione del DNA
La DNA polimerasi delta è coinvolta nella sintesi di filamenti di DNA danneggiati e quindi rimossi durante la riparazione del DNA, PCNA consentendo alla DNA polimerasi delta il contatto con il filamento danneggiato svolge un ruolo importante sia per la sintesi del DNA che per la sua riparazione.
PCNA interviene anche nella via di tolleranza danno al DNA denominata riparazione post-replicazione (post-replication repair o PRR) In PRR, avvengono due sotto-percorsi:
- Il percorso translesione, che viene svolto da DNA polimerasi specializzate in grado di integrare le basi del DNA danneggiato nei loro siti attivi (a differenza delle normali polimerasi replicative), e quindi evitare il danno.
- Il superamento del danno tramite il reclutamento dei meccanismi di ricombinazione degli omologhi.

PCNA è fondamentale per l'attivazione di questi percorsi e per la scelta di quale percorso di riparazione viene utilizzato dalla cellula.

La proteina PCNA subisce modifiche post-traduzionali quali ubiquitinazione: Se la lisina numero 164 del peptide viene mono-ubiquinata si avrà l'attivazione del meccanismo di riparazione translesione, Se invece si verifica una poli-ubiquitinazione che coinvolge la lisina 63, si attiverà il secondo percorso di riparazione. Inoltre, se la lisina-164 (ed in misura minore, la lisina-127) di PCNA vanno incontro al processo di sumolazione (piccole modificatore ubiquitino-simili, SUMO) viene inibito il secondo percorso di riparazione. Questo effetto di inibizione nella riparazione si verifica perché la PCNA sumolata, recluta un DNA elicasi denominato Srs2, tale elicasi disturba l'azione della nucleoproteina RAD51 la quale è fondamentale per l'inizio della ricombinazione omologa.

## Interazioni
PCNA può interagire con: Ku70, MSH3, Werner syndrome ATP-dependent helicase, RFC2, RFC3, RFC1, RFC4, RFC5, GADD45G, CDC25C, MUTYH, Flap structure-specific endonuclease 1, Cyclin O, CHTF18, Y box binding protein 1, Cyclin D1, Annexin A2, MSH6, DNMT1, HDAC1, KCTD13, XRCC1, Cyclin-dependent kinase 4, Ku80, HUS1, GADD45A, POLD2, ING1, POLH, KIAA0101, POLDIP2, EP300, MCL1, POLD3, Cyclin-dependent kinase inhibitor 1C, POLL, Ubiquitin C and P21.